# Golders Green

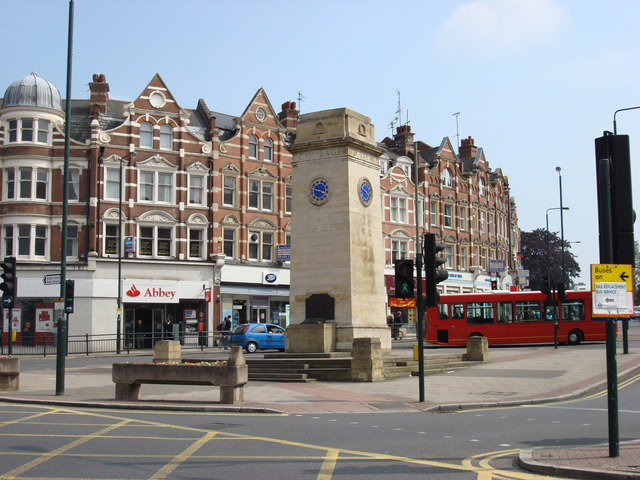
La torre dell'orologio del quartiere.

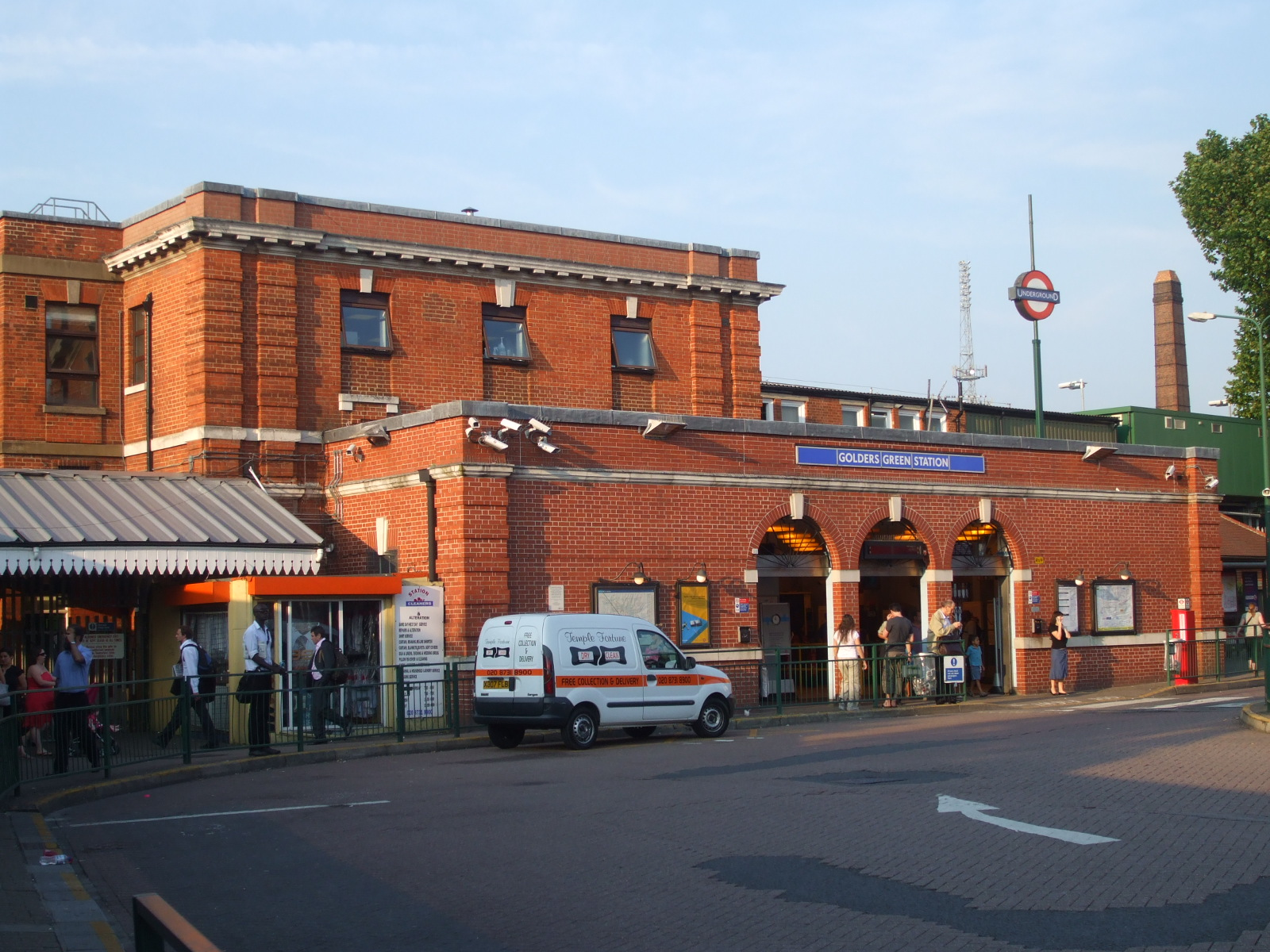
La stazione della metropolitana di Golders Green.

Golders Green è una storica porzione del borough Barnet, quartiere nella parte settentrionale di Londra (Regno Unito). Con radici storiche antiche risalenti al Medioevo, ha assistito a un vero sviluppo economico, demografico e industriale a partire dal XIX secolo.
È situato a 8,5 km di distanza dalla località di Westminster, Charing Cross e racchiusa tra le grandi strade: "Golders Green Road", "Finchley Road".
Ai primi del XX secolo, grazie alla costruzione di una stazione ferroviaria di tipo interrato per collegare la comunità alla restante metropolitana di Londra, il quartiere ha subito un'evoluzione ancora più veloce.
Conosciuto soprattutto come porzione residenziale di vita benestante e dal carattere cosmopolita, ospita una cattedrale della chiesa greco-ortodossa, un tempio induista e una consistente comunità ebraica.

## Storia
Le prime radici storiche del quartiere risalgono al XIII secolo, dove il centro di Golders Green comprendeva una piccola parrocchia e manieri provenienti dall'allora più vasto borough di Hendon.
I riferimenti ufficiali alla comunità sono comunque accertati all'anno 1754, dove in una mappa viene indicata la piccola area come "Temple Fortune". L'etimologia del primo nome usato per riconoscerla deriva dalla presenza medievale dell'ordine dei cavalieri di San Giovanni, presenti sul luogo intorno al 1240.

## Demografia
Come per l'intera capitale britannica, anche questo piccolo distretto è luogo di un forte comunità interetnica. La comunità ebraica è presente in maniera numerosa sin dai primi anni del Novecento.
A caratterizzare l'area sono i molteplici ristoranti che propongono le specialità gastronomiche delle comunità del luogo; sono soprattutto presenti locali di cibo Kosher, il più famoso è probabilmente il ristorante Bloom's, aperto dal 1920 e specializzato in piatti del ramo ebreo aschenazita.

## Trasporti
Nell'area è situata l'omonima stazione della metropolitana di Londra; la stazione, sita sulla Northern line si chiama per l'appunto Golders Green.
Golders Green è ben servita anche dai London Buses; molti autobus londinesi passano infatti per l'area.

## Parchi e giardini
Nel quartiere è presente il Golders Hill Park, gestito dalla Corporazione della Città di Londra e che contiene alcuni laghetti e uno zoo.